# Gymnasium Höchstadt a. d. Aisch
Das Gymnasium Höchstadt a. d. Aisch ist ein naturwissenschaftlich-technologisches und sprachliches Gymnasium in Höchstadt a. d. Aisch. Schulträger ist der Landkreis Erlangen-Höchstadt.

## Geschichte
Das Gymnasium Höchstadt wurde im Jahr 1947 als Realschule gegründet und erhielt fünf Jahre später die staatliche Genehmigung. 1959 wurde die Schule, die zwei Jahre zuvor in Oberrealschule umbenannt worden war, verstaatlicht und erhielt 1963 die Genehmigung für eine 9-stufige Schule mit Abitur. 1964 zog man vom Gebäude am Marktplatz (heutiges Rathaus) in den neu errichteten, mittlerweile abgerissenen, "Altbau" an der heutigen Adresse in der Bergstraße.
Nachdem 1965 die Umbenennung in „Gymnasium Höchstadt a. d. Aisch – mathematisch-naturwissenschaftliches Gymnasium“ erfolgte, wurde 1966 das erste Abitur abgelegt. Im selben Jahr wurde der neusprachliche Zweig eingeführt.
1967 wurde der Westbau bezogen. 1974 begann der Betrieb einer Zweigstelle in Herzogenaurach, dem heutigen Gymnasium Herzogenaurach (seit 1978). 1978 wurde der Kollegstufenbau bezogen. 1980 wurde der Unterrichtsbetrieb in 5-Tage-Woche begonnen.

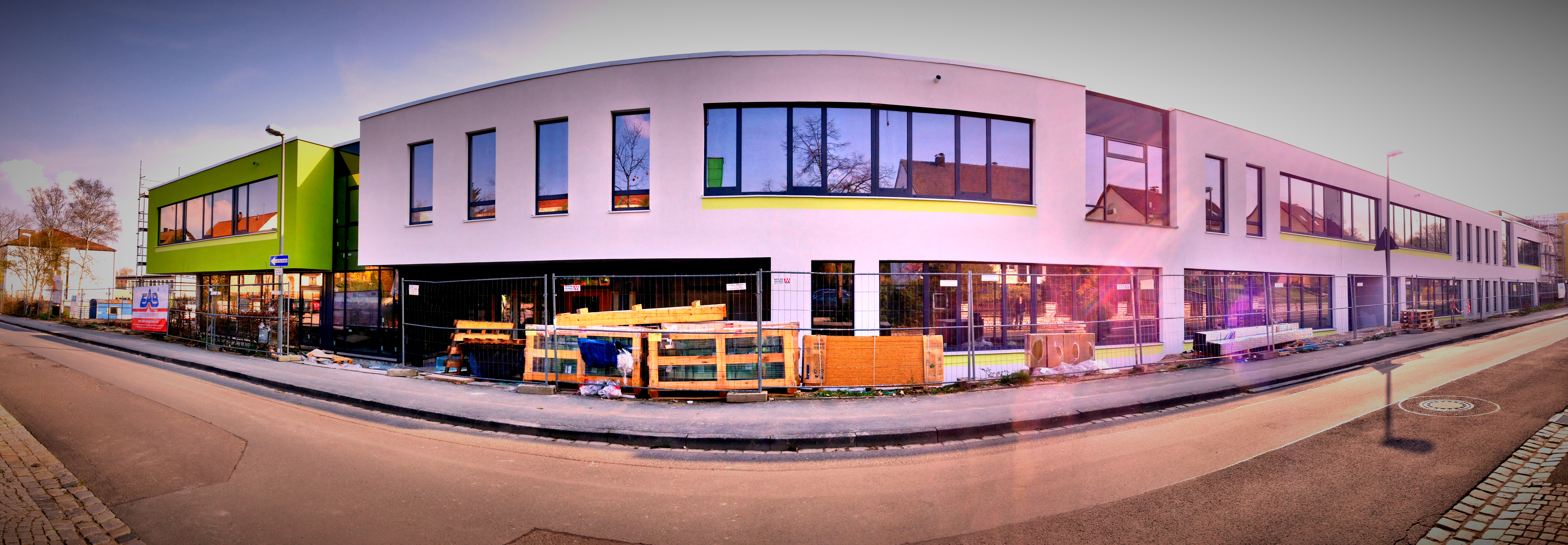
Baustelle des Nordbaus im Jahr 2014

Im neuerrichteten Südbau begann 1997 der Unterrichtsbetrieb. 1999–2002 nahm das Gymnasium Höchstadt am Schulversuch Europäisches Gymnasium Typ III teil. 2007 wurde die Schulmensa eingeweiht. 2009 feierte man das 50-jährige Jubiläum (offizielles Gründungsjahr 1959 zum Zeitpunkt des Beginns des staatlichen Schulbetriebes). Im Jahr 2012 wurde der Westbau saniert und modernisiert (Beginn des Unterrichtsbetriebes zum Schuljahr 2012/13) und man riss den Altbau ab. Zum Schuljahr 2014/15 wurde der Nordbau bezogen, der an der Stelle des Altbaus errichtet wurde und neue, moderne Räumlichkeiten für Informatik, Chemie, Biologie und Kunst enthält. September 2015 konnten die Aula und die daran angeschlossenen Räume generalsaniert wiedereröffnet werden. 2016 wurde durch die Stadt Höchstadt eine Zweifachturnhalle errichtet. 2017 wurde das Gymnasium Mitglied des nationalen Excellence-Schulnetzwerk MINT-EC. 2019 wurde das 60-jährige Gymnasium gefeiert. Seit 2023 wird ein Erweiterungsbau im Süden des Schulgeländes errichtet.

## Schulleben

### Besondere Angebote
Das Gymnasium Höchstadt bietet neben den stundenplanmäßgen Fächern auch viele Wahlangebote an. Bekannt sind dabei unter anderem die vielseitigen musikalischen Angebote wie Chöre, Orchester und Bigbands (siehe auch Chorklassen), Instrumentalunterricht, die wissenschaftlichen Arbeitsgruppen (Jugend forscht, technisches Werken) und die sportlichen Aktivitäten (Schulmannschaften, Golfkurse). Deutsch- und fremdsprachige Theatergruppen, Computerdienst, Sanitätsausbildung und vieles mehr runden das vielseitige Angebot ab.
Im Rahmen der Oberstufe werden neben den wechselnden Projektseminaren und Wissenschaftspropädeutika (gemäß neuer G8-Oberstufe) zudem die Kurse "Biologisch-chemisches Praktikum", "Dramatisches Gestalten", "Photographie", "Kunst- und Produktdesign", "Instrumentalensemble", "Vokalensemble" und "Wirtschaftsenglisch" angeboten.
Seit 2009 werden sogenannte Chorklassen in den Jahrgangsstufen 5 und 6 angeboten, die intensiver Musikunterricht erhalten und zudem als Klassengemeinschaft einen Chor bilden. Es wird in einigen Klassen englischer Unterricht in bestimmten Unterrichtsfächern angeboten (oft Geographie). Das Gymnasium unterhält eine offene Ganztagesschule.
Vom 24. bis 30. Oktober 2014 veranstaltete die Schule eine Reise nach Italien. Unter dem Motto „Eine Schule fährt nach Rom!“ fuhren 550 Schüler und mehr als 50 Lehrer in 9 Doppeldecker-Bussen nach Rom.
Das Gymnasium ist außerdem zertifiziertes Mitglied im Verein mathematisch-naturwissenschaftlicher Excellence-Center an Schulen (MINT-EC), in dem sich Schulen mit besonderem Profil in Mathematik, Informatik, Naturwissenschaften und Technik zusammengeschlossen haben.

### Austausch
Regelmäßiger Schüleraustausch findet mit Partnerschulen in  England (Tarporley High School und Weaverham High School in Cheshire),  Frankreich (Avallon in der Bourgogne),  Italien (Pordenone) und  Russland (Gymnasium Opalicha in Krasnogorsk) statt. Ein Austausch mit  China fand im September 2019 statt, wofür in einem Pilotprojekt bereits vorher Virtual-Reality-Material produziert und ausgetauscht wurde. Ebenfalls finden Wahlkurse in chinesischer Sprache und Landeskunde statt.

### Medialer Einsatz
Mit Beginn des Schuljahrs 2012/13 wurde begonnen, interaktive Whiteboards in den Unterrichtsräumen einzuführen. Mit Stand des Schuljahres 2014/15 sind die Klassenräume des Westbaus, alle Fach- und Klassenräume des Nordbaus, sowie einige Räume der übrigen Gebäudeteile mit interaktiven Whiteboards ausgestattet. Am Gymnasium Höchstadt wird dabei ein System verwendet, bei dem stets auch "normale" Kreidetafeln in normaler Größe (auch über das Smartboard verschiebbar) vorhanden sind, um die Vorteile eines solchen traditionellen Systems nicht zu verlieren. Für alle Schüler stehen während der Öffnungszeiten der Schule kostenfrei Internetplätze zur Verfügung; Beamer-Laptop-Kombinationen zählen zum Standard im Unterrichtsgeschehen. Die Zentralbibliothek bietet eine große Sammlung an Nachschlage- und Fachliteratur.

#### Spracheninsel
Für Sprachunterricht wurde ein multimedial ausgerüsteter Raum, die „Spracheninsel“, eingerichtet, der insbesondere in den höheren Klassen regelmäßig im Sprachunterricht belegt wird.

### Auszeichnungen
Seit dem Schuljahr 2013/14 trägt das Gymnasium Höchstadt die Auszeichnung Schule ohne Rassismus – Schule mit Courage. Dieser Titel zeigt, dass sich die Schulfamilie bewusst gegen Rassismus, Ausgrenzung und Benachteiligung in der Öffentlichkeit einsetzt. Die Patenschaft für das Gymnasium Höchstadt a. d. Aisch trägt der Musiker Christian Weninger.

### Schulpartnerschaften
Die Schule unterhält strategische Partnerschaften mit den Firmen Siemens AG und Martin Bauer Group, die insbesondere für die MINT-Fächer finanzielle und materielle Unterstützung leisten. Seit März 2014 besteht zudem eine Partnerschaft mit der SpVgg Greuther Fürth.

### Die Schule in der Öffentlichkeit
Eine Schülerzeitung gab es bereits seit den Gründungszeiten der Schule, seit 1978 erscheint sie regelmäßig unter dem Titel Spektaculum.
Der Verein der Freunde und Förderer unterstützt das Schulleben, indem durch Geld- und Sachmittel Unterstützung geleistet wird und auch Fahrt- und Materialkosten bedürftigen Schülern erstattet werden.
Regelmäßig werden Fachvorträge angeboten, beispielsweise zu Rechtsextremismus, Literatur und Neuen Medien. Außerdem finden schuljährlich mindestens drei Konzerte, in größeren Abständen auch Musicalproduktionen und Ballettinszenierungen, und mehrere Theateraufführungen des Kollegstufenkurses und der weiteren Theatergruppen statt. Es werden auch regelmäßig fremdsprachige Stücke von Schülern inszeniert. Seit 2017 findet jährlich im Februar die sogenannte Aula der Talente statt, bei der Schüler der Öffentlichkeit am Abend ihre Begabungen außerhalb des schulischen Bereiches präsentieren und vorstellen, wobei in jeder Show ein Preis unter den Teilnehmern von der Jury verliehen wird.

## Ausbildungsrichtungen

### Übersicht der angebotenen Zweige
Das Gymnasium Höchstadt ist ein sprachliches und naturwissenschaftliches Gymnasium.

Folgende Ausbildungsrichtungen sind seit Einführung des G8 mit Stand Schuljahr 2012/13 möglich:
Man beachte: In der Tabelle sind nur diejenigen Fächer aufgeführt (also Fremdsprachen und die jeweiligen mathematisch-naturwissenschaftliche Fächer), die sich in den jeweiligen Ausbildungsrichtungen unterscheiden. In allen übrigen Fächern (z. B. Mathematik, Deutsch, Geschichte, Wirtschaft/Recht, ...) sind die Stundentafeln für die gleiche Jahrgangsstufe in unterschiedlichen Ausbildungsrichtungen identisch.
| Kl.       | Naturwissenschaftlich-technologisches Gymnasium                                                                | Naturwissenschaftlich-technologisches Gymnasium                                                           | Sprachliches Gymnasium                                                                                    | Sprachliches Gymnasium                                                                                    | Sprachliches Gymnasium                                                                                         |
| --------- | --- | --- | --- | --- | --- |
| 5         | Englisch; Fach "Natur und Technik" im Teilbereich Biologie und wissenschaftliches Arbeiten                     | Englisch; Fach "Natur und Technik" im Teilbereich Biologie und wissenschaftliches Arbeiten                | Englisch; Fach "Natur und Technik" im Teilbereich Biologie und wissenschaftliches Arbeiten                | Englisch; Fach "Natur und Technik" im Teilbereich Biologie und wissenschaftliches Arbeiten                | Englisch; Fach "Natur und Technik" im Teilbereich Biologie und wissenschaftliches Arbeiten                     |
| 6 + 7     | Englisch, Französisch; Fach "Natur und Technik" in Teilbereichen Biologie (6.) bzw. Physik (7.) und Informatik | Englisch, Latein; Fach "Natur und Technik" in Teilbereichen Biologie (6.) bzw. Physik (7.) und Informatik | Englisch, Latein; Fach "Natur und Technik" in Teilbereichen Biologie (6.) bzw. Physik (7.) und Informatik | Englisch, Latein; Fach "Natur und Technik" in Teilbereichen Biologie (6.) bzw. Physik (7.) und Informatik | Englisch, Französisch; Fach "Natur und Technik" in Teilbereichen Biologie (6.) bzw. Physik (7.) und Informatik |
| 8         | Englisch, Französisch; Biologie, Chemie, Physik als Einzelfächer mit jeweils Profilstunden                     | Englisch, Latein; Biologie, Chemie, Physik als Einzelfächer mit jeweils Profilstunden                     | Englisch, Latein, Französisch; Biologie und Physik als Einzelfächer                                       | Englisch, Latein, Italienisch; Biologie und Physik als Einzelfächer                                       | Englisch, Französisch, Italienisch; Biologie und Physik als Einzelfächer                                       |
| 9         | wie 8.; nur Informatik zusätzlich                                                                              | wie 8.; nur Informatik zusätzlich                                                                         | wie 8.; nur Chemie zusätzlich                                                                             | wie 8.; nur Chemie zusätzlich                                                                             | wie 8.; nur Chemie zusätzlich                                                                                  |
| 10        | wie 9.; 2. Fremdsprache kann durch Spanisch ersetzt werden                                                     | wie 9.; 2. Fremdsprache kann durch Spanisch ersetzt werden                                                | wie 9.; 2. Fremdsprache kann durch Spanisch ersetzt werden                                                | wie 9.; 2. Fremdsprache kann durch Spanisch ersetzt werden                                                | wie 9.; 2. Fremdsprache kann durch Spanisch ersetzt werden                                                     |
| Q11 + Q12 | Gymnasiale Oberstufe mit Abiturprüfung                                                                         | Gymnasiale Oberstufe mit Abiturprüfung                                                                    | Gymnasiale Oberstufe mit Abiturprüfung                                                                    | Gymnasiale Oberstufe mit Abiturprüfung                                                                    | Gymnasiale Oberstufe mit Abiturprüfung                                                                         |

Im Rahmen eines Pilotversuches gibt es am Gymnasium Höchstadt die Möglichkeit, die Mittelstufe von Jahrgang 8 bis 10 um ein Schuljahr zu dehnen (Jahrgang 9+). Diese sogenannte Mittelstufe Plus dient als Test, um Möglichkeiten einer Wiedereinführung eines regulären neunjährigen gymnasialen Zweiges auszuloten. Im Plus-Zug werden in allen Fächern die gleichen Inhalte wie im Regelzug vermittelt, wobei die Hauptfächer über das zusätzliche Jahr gedehnt und einige Nebenfächer in einzelnen Jahren ausgesetzt werden, um Nachmittagsunterricht zu verringern.

### Sprachenfolgen
Eine Besonderheit ist, dass im sprachlichen Zweig bis zu vier moderne Fremdsprachen erlernt werden können.
| Naturwissenschaftlich-technologisches Gymnasium                                                                                   | Sprachliches Gymnasium |
| --- | --- |
| - Englisch - Französisch - Englisch - Französisch - Spanisch spätbeg. - Englisch - Latein - Englisch - Latein - Spanisch spätbeg. | - Englisch - Französisch - Italienisch - Englisch - Französisch - Italienisch - Spanisch spätbeg. - Englisch - Latein - Französisch - Englisch - Latein - Französisch - Spanisch spätbeg. - Englisch - Latein - Italienisch - Englisch - Latein - Italienisch - Spanisch spätbeg. |

### Angebotene Schulabschlüsse
Die Schüler erhalten durch Bestehen der neunten Jahrgangsstufe (Erlaubnis zum Vorrücken in die 10. Jahrgangsstufe des Gymnasiums) den Hauptschulabschluss, durch Bestehen der zehnten Jahrgangsstufe (Vorrücken in die 11. Jahrgangsstufe) den Mittleren Schulabschluss. Das Abitur wird nach der zwölften Jahrgangsstufe bei bestandener Abiturprüfung verliehen. Den Mittleren Schulabschluss kann auch durch die Besondere Prüfung nach der zehnten Jahrgangsstufe erworben werden, falls der Schüler nicht in die 11. Jahrgangsstufe vorrücken darf. In Zusammenarbeit mit der benachbarten Ritter-von-Spix-Mittelschule können Schüler, die z. B. aufgrund von drohender Überschreitung der durch die Höchstausbildungsdauer vorgeschriebenen Höchstanzahl an Wiederholungen die Prüfung für den qualifizierenden Hauptschulabschluss ablegen.